# ويليام ووكر كينيدي
ويليام ووكر كينيدي هو سياسي كندي، ولد في 1882، وتوفي في 10 فبراير 1963. انتخب عضو مجلس العموم الكندي.